# Рауталанка
Рауталанка (фин. rautalanka) — стиль финской инструментальной музыки. Как правило, исполняется квартетом музыкантов, играющих на соло-гитаре, ритм-гитаре, бас-гитаре и ударных, однако в ней могут использоваться и другие инструменты, а также вокал. «Рауталанка» дословно переводится как «железная проволока» (имеются в виду струны электрогитары). Само название пришло из Швеции. В 1964 году Юха Вайнио перевёл на финский, записал и выпустил пародийную пластинку шведа Сёрена Андерсона Sveriges Elektriska Ståltrådsorkester (досл. «Шведский электрический оркестр стальной проволоки»). На финский Вайнио перевёл название как Paras rautalankayhtye (досл. «Лучшая железнопроволочная группа», «Лучшая группа, исполняющая рауталанку»). До этого подобные группы называли просто «kitarayhtye» (фин. «гитарная группа»), но после выхода пластинки Вайнио музыкальный стиль стали называть рауталанкой, а группы, соответственно, — группами, исполняющими рауталанку (фин. «rautalankayhtyeitä»).
Отличительные черты рауталанки — это чётко выраженные мелодии, быстрый темп и широкое использование плёночных эхо-машин, но полное отсутствие дисторшна или фузза. От других жанров, также использующих звонкий гитарный звук, рауталанка отличается главным образом тем, что её мелодии, как правило, меланхоличны, исполняются в минорной тональности и основаны на народных мотивах и эстрадных песнях (шлягерах).

## История
В начале 1960-х годов монополистом в сфере радиовещания в Финляндии была компания Yleisradio. Её руководство очень редко ставило в эфир популярную музыку. В основном это случалось во время программы Lauantain toivotut levyt, шедшей в течение 20 минут по субботам. На зарубежных же радиостанциях, также работавших в Финляндии, поп-музыка играла круглые сутки, и их передачи слушали по всей стране. Особенной популярностью пользовалось французское Radio Luxembourg. Звучавшая на нём музыка активно вдохновляла финскую молодёжь на создание собственных музыкальных коллективов. Образцами для подражания для них стали такие группы, как английские The Shadows и американские The Ventures. The Shadows несколько раз приезжали в Финляндию с концертами (в последний раз — в 2005 году). Их главный хит — инструментальная композиция 1960-го года Apache. Группе The Ventures принадлежит композиция Walk, Don’t Run, ставшая хитом в Финляндии и использовавшаяся в передачах Yleisradio в качестве главной музыкальной темы.
Первой финской группой, игравшей в стиле рауталанка, стали The Strangers. Вторыми были The Saints — коллектив, созданный группой школьников из Хельсинки. Третьими по времени возникновения оказались The Sounds, и именно они оказались первой из игравших рауталанку групп, которой удалось заключить контракт с звукозаписывающей компанией. Их первый сингл Emma сразу же взлетел на вершину музыкальных чартов, а сама композиция Emma по сей день остается классическим образцом финской рауталанки. В 1961 году в Хельсинки прошёл первый чемпионат по исполнению музыки в данном стиле. Его выиграли The Saints, второе место заняли Danny and the Islanders со своим фронтменом Ильккой Липсаненом (Дэнни), который впоследствии сделал в Финляндии карьеру поп-звезды.
Рауталанка стала первым «молодёжным» стилем музыки, широко распространившимся по территории Финляндии. До этого выпуск музыкальных пластинок и концертная деятельность были в большей или меньшей степени монополизированы профессиональными музыкантами, как правило, более старшего возраста.
Термин «рауталанка» используется только в Финляндии. В англоязычном мире, когда речь идёт о группах наподобие The Shadows, вместо него используется термин «инструментальный рок». Однако финская рауталанка слишком мелодична, чтобы считаться «настоящим» роком, поэтому существование специального термина для её обозначения вполне обоснованно.
Период расцвета рауталанки в Финляндии длился с начала 1961-го до конца 1963 года. Постепенно, на волне подражания The Beatles, в группах стали появляться вокалисты. Их либо приглашали «со стороны», либо петь начинал один из прежних участников коллектива. Так, вокалистом The Sounds стал их барабанщик Джонни Либкинд, а The Starngers записывались вместе с Тимо Ямсеном, который параллельно пел в собственной группе The Esquires. Стиль, в котором играли группы, имевшие в репертуаре как инструментальные композиции, так и композиции с вокалом, стали называть мерсибитом. Понемногу сугубо инструментальная музыка рауталанки отошла на второй план, и где-то с 1964 года начали появляться группы, изначально имевшие в своём составе постоянного вокалиста (Danny and The Islanders, Jim and The Beatmakers, Topmost).

## Стиль
Отличительные черты стиля, в том числе те, которые сохраняются его последователями и в наши дни.
- Чётко выраженная соло-гитара (как правило, Фендер Стратокастер или его аналоги) использующая звукосниматели-синглы и пленочные эхо-машины (в отличие от пружинных ревербераторов, применяемых в сёрф-роке). Гитарные партии часто требуют виртуозной техники.
- Овердрайв и дисторшн не используются.
- Очень мелодичная музыка; ритм-гитара только поддерживает соло-гитару.
- Если в группе есть вокалист, он почти всегда играет на бас-гитаре или ритм-гитаре.
- Меланхоличные мелодии, исполняемые в минорной тональности.
- Группы, играющие в стиле рауталанка, обычно имеют англоязычные названия, состоящие из одного слова во множественном числе с артиклем. Эта традиция была унаследована от зарубежных групп, таких как The Shadows и The Ventures.
- Многие группы используют сценические костюмы в стиле 1960-х.

## Рауталанка сегодня
Хотя традиционная инструментальная рауталанка является сегодня маргинальным музыкальным стилем, поддерживаемым небольшой группой последователей-энтузиастов, она не прекратила своё существование в 1960-х годах. Рауталанка заложила основу современной молодёжной музыки Финляндии: от этого звука с упором на соло-гитару берет начало финский мелодичный тяжёлый металл. Есть примеры и непосредственных заимствований. Так, финская рок-группа Viikate исполняет «металлическую рауталанку» — музыку, в которой сочетаются элементы классической рауталанки, финских шлагеров («искелмя») и тяжелого металла. В целом, Хэнк Марвин по-прежнему остаётся образцом для подражания для многих современных рок-музыкантов Финляндии.
Элементы рауталанки используются также в современной популярной и танцевальной музыке, не в последнюю очередь благодаря наследию Топи Сорсакоски и группы Agents 1980-х годов. Финские эстрадные оркестры также регулярно используют электрогитару с эффектом эха.